# 달리주
달리주(아랍어: الضالع)는 예멘 남서부 내륙 지방에 위치한 주로, 주도는 달리이며 인구는 470,564명(2004년 기준), 면적은 4,448km2이다.